# Herpailurus
Herpailurus – rodzaj drapieżnych ssaków z podrodziny kotów (Felinae) w obrębie rodziny kotowatych (Felidae).

## Zasięg występowania
Rodzaj obejmuje jeden żyjący współcześnie gatunek występujący od Meksyku do Argentyny.

## Morfologia
Długość ciała (bez ogona) 48,8–83,2 cm, długość ogona 27,5–90 cm; masa ciała 3–7,6 kg.

## Systematyka
Rodzaj zdefiniował w 1858 roku rosyjski podróżnik i zoolog Nikołaj Siewiercow w artykule poświęconym systematyce mięsożernych z naciskiem na rodzinę kotowatych opublikowanym na łamach Revue et magasin de zoologie pure et appliquée. Na gatunek typowy Siewiercow wyznaczył (oznaczenie monotypowe) jaguarundi amerykańskiego (H. yagouaroundi).

### Etymologia
Herpailurus: gr. ἑρπης herpēs ‘coś pełzającego, pełzacz’, od ἑρπω herpō ‘pełzać, poruszać się powoli’; αιλουρος ailouros ‘kot’. 

### Podział systematyczny
Do rodzaju należy jeden występujący współcześnie gatunek:
- Herpailurus yagouaroundi (É. Geoffroy Saint-Hilaire, 1803) – jaguarundi amerykański

Opisano również gatunek wymarły z pliocenu dzisiejszej Argentyny:
- Herpailurus pumoides (Castellanos, 1958)